# 朱天麟
朱天麟（？—1652年），原名沈天英，字游初，號震青，直隶崑山縣（今江苏昆山市）人，明朝末年及南明政治人物。

## 生平
崇祯元年（1628年），朱天麟中进士，授江西饶州府推官，后来入京，崇祯帝亲试，命为翰林院编修。十六年任会试同考官。
南明隆武时，以少詹事署国子监事。他反感郑芝龙跋扈，乞假到广东，汀州失守，隆武帝被清军俘杀。走广西，到安平土州。
永历帝在广东肇庆即位，召其为礼部侍郎。永历二年（1648年），晋升为礼部尚书兼东阁大学士。永历三年（1649年），他被楚党丁魁楚诬陷为吴党之首，鼓动言官十六人弹劾，因此辞官。永历四年（1650年），再次入直，晋太子太保兼建极殿大学士。永历五年（1651年），他奉命经略左右两江土司。永历六年（1652年），随永历帝到广南府，在西坂村病卒。

## 著作
著作有《易鼎三然》。